# Hannes Hanso

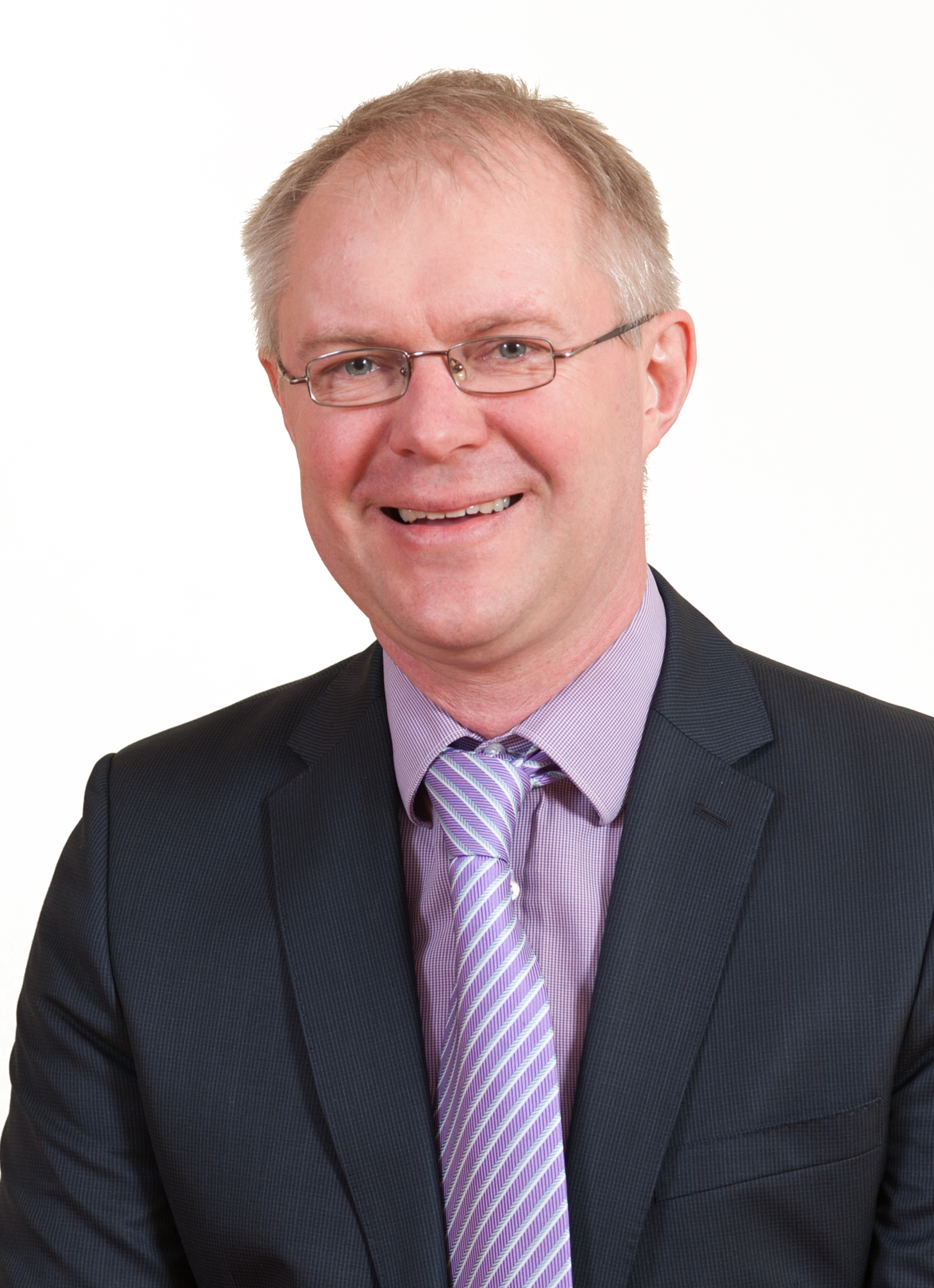
Hannes Hanso (2015)

Hannes Hanso (* 6. Oktober 1971 in Nõo) ist ein estnischer Politiker. Vom 14. September 2015 bis zum 23. November 2016 war er Verteidigungsminister der Republik Estland.

## Leben
Hannes Hanso wurde in der Landgemeinde Nõo im Südwesten Estlands geboren. Sein Abitur legte er 1989 in Orissaare auf der Insel Saaremaa ab. Von 1989 bis 1991 studierte er Behindertenpädagogik an der Universität in Tartu. Anschließend ging er als Praktikant auf einen Bauernhof nach Schweden.
Von 1992 bis 1994 studierte Hannes Hanso Rechtswissenschaft an der Universität Tartu, von 1996 bis 1998 Chinesisch an der Sichuan-Universität in Chengdu.
Seit 1998 war Hannes Hanso als außenpolitischer Kommentator im estnischen Radio und bei Radio Free Europe zu hören. Im selben Jahr ging er nach England. An der University of West London studierte er zunächst Transportmanagement, anschließend von 2001 bis 2004 Entwicklungszusammenarbeit und Politologie an der renommierten School of Oriental and African Studies (SOAS). 2005 erhielt er dort den Magistergrad im Fach Asiatische Politik.
Von 2005 bis 2007 war Hannes Hanso als Berater im estnischen Verteidigungsministerium tätig, anschließend bis 2009 im estnischen Finanzministerium. Von 2009 bis 2011 war er für den Europäischen Auswärtigen Dienst (EAD) in Peking tätig. Von 2011 bis 2013 fungierte Hanso als wissenschaftlicher Mitarbeiter am International Centre for Defence and Security (Rahvusvahelise Kaitseuuringute Keskuse) in Tallinn.

### Politik
Im Jahr 2009 trat Hannes Hanso der Sozialdemokratischen Partei Estlands (SDE) bei. Von 2013 bis 2015 bekleidete er das Amt des Oberbürgermeisters der Stadt Kuressaare auf der Insel Saaremaa.
Bei der Parlamentswahl im März 2015 wurde Hanso als Abgeordneter ins estnische Parlament (Riigikogu) gewählt. Er war dort Vorsitzender des Auswärtigen Ausschusses. Vom 14. September 2015 bis zum 23. November 2016 war Hanso Verteidigungsminister der Republik Estland in der Koalitionsregierung von Ministerpräsident Taavi Rõivas. Anschließend kehrte er als Angeordneter in das estnische Parlament zurück. Im September 2018 gab Hannes Hanso bekannt, zur nächsten Parlamentswahl nicht mehr anzutreten und sich aus der Politik zurückziehen zu wollen.
Im April 2019 rückte er für Ivari Padar als Mitglied des 8. Europäischen Parlamentes nach, verzichtete aber entsprechend seiner vorherigen Ankündigung bei der Europawahl 2019 anzutreten.

### Privates
Hannes Hanso ist mit Riina Hanso verheiratet. Das Paar hat vier kleine Kinder (zwei Jungen und zwei Mädchen). Aus seiner früheren Ehe hat Hannes Hanso zudem einen Sohn und eine Tochter.
Er ist der ältere Bruder der Filmproduzentin und Autorin Hille Hanso (* 1976).